# 全球日震觀測網
全球日震觀測網 (Global Oscillation Network Group，GONG) 是一個以日震學研究太陽內部結構和動力學的社群基礎計畫。
涉及六個太陽觀測站，以實現幾乎不間斷觀測太陽的目的。這六個天文台是泰德峰天文台 (加納利群島)、利爾蒙斯太陽天文台 (西澳大利亞)、大熊湖太陽天文台 (加利福尼亞州)、茂納羅亞太陽天文台 (夏威夷)、烏代浦太陽天文台 (印度)和托洛洛山美洲際天文台 (智利)。在2001年，原始的GONG檢測器升級為1000 X 1000畫素，並且加入了連續的磁強圖，新的系統稱為GONG++。
GONG計畫由國家太陽天文台管理，根據與國家自然科學基金會的合作協定，由AURA公司操作。

## 外部連結
- GONG info（页面存档备份，存于） 位於國家太陽天文台的網站